# Vĩnh Bình, huyện Hòa Bình
Vĩnh Bình là một xã thuộc huyện Hòa Bình, tỉnh Bạc Liêu, Việt Nam.

## Địa lý
Xã Vĩnh Bình nằm ở phía tây bắc huyện Hòa Bình, có vị trí địa lý:
- Phía đông giáp xã Minh Diệu
- Phía tây giáp thị xã Giá Rai và huyện Phước Long
- Phía nam giáp xã Vĩnh Mỹ B
- Phía bắc giáp huyện Phước Long và huyện Vĩnh Lợi.

Xã Vĩnh Bình có diện tích 38,73 km², dân số năm 2022 là 17.594 người, mật độ dân số đạt 454 người/km².

## Hành chính
Xã Vĩnh Bình được chia thành 9 ấp: 17, 18, 19, Kế Phòng, Minh Hòa, Mỹ Phú Nam, Ninh Lợi, Thanh Sơn, Thạnh Hưng 2.

## Lịch sử
Ngày 25 tháng 7 năm 1979, Hội đồng Bộ trưởng ban hành Quyết định số 275-CP về việc thành lập xã Vĩnh Bình thuộc huyện Vĩnh Lợi trên cơ sở một phần của xã Vĩnh Mỹ B.
Ngày 14 tháng 2 năm 1987, Hội đồng Bộ trưởng ban hành Quyết định số 33B-HĐBT về việc:
- Sáp nhập xã Minh Tân vào xã Vĩnh Bình.
- Sáp nhập một phần diện tích và dân số của xã Minh Tân và Vĩnh Bình vào xã Minh Diệu và xã Vĩnh Hùng.

Xã Vĩnh Bình có 3.423 ha đất và 1.760 nhân khẩu.
Ngày 6 tháng 11 năm 1996, Quốc hội ban hành Nghị quyết về việc chia tỉnh Minh Hải thành tỉnh Bạc Liêu và tỉnh Cà Mau. Khi đó, xã Vĩnh Bình thuộc huyện Vĩnh Lợi, tỉnh Bạc Liêu.
Ngày 26 tháng 7 năm 2005, Chính phủ ban hành Nghị định số 96/2005/NĐ-CP về việc chuyển xã Vĩnh Bình thuộc huyện Vĩnh Lợi về huyện Hòa Bình mới thành lập quản lý.
Ngày 23 tháng 11 năm 2020, HĐND tỉnh Bạc Liêu ban hành Nghị quyết số 30/NQ-HĐND về việc sáp nhập Ấp 20 vào Ấp 17 và Ấp 19.